# Оно (фильм, 2017)
«Оно́» (англ. It) — американский фильм ужасов о сверхъестественном режиссёра Энди Мускетти, вышедший на экраны в 2017 году. Фильм основан на первой части одноимённого романа американского писателя Стивена Кинга, рассказывающей о семерых подростках, которых терроризирует Оно, существо, которое может принимать разные обличия и черпающее свою силу из страхов, ненависти и разочарования.
Дата выхода фильма в США — 5 сентября 2017 года, в России — 7 сентября.
Это вторая экранизация данного романа Стивена Кинга, впервые роман был экранизирован в телефильме в 1990 году.
В 2019 году на экраны вышла вторая часть дилогии под названием «Оно 2». В 2025 году на HBO выйдет сериал «Оно: Добро пожаловать в Дерри» — приквел к картинам «Оно» и «Оно 2».

## Сюжет
В октябре 1988 года Билл Денбро изготавливает бумажный кораблик для своего шестилетнего брата Джорджи. Кораблик плывёт по дождливым улицам маленького городка Дерри, штат Мэн, а затем попадает в канализацию. Когда Джорджи пытается достать его, в канализации он видит клоуна, который представляется как «Пеннивайз — танцующий клоун». Пеннивайз заманивает Джорджи подойти ближе, затем откусывает его руку и утаскивает его в канализацию.
Следующим летом, в июне 1989 года, Билл и его друзья Ричи Тозиер, Эдди Каспбрак и Стэнли Урис сталкиваются с хулиганом Генри Бауэрсом и его бандой. Билла по-прежнему мучает исчезновение Джорджи, он считает, что тело его брата могло попасть на заболоченный пустырь, называемый Пустошью. Он собирает друзей для расследования, полагая, что Джорджи может быть ещё жив. Бен Хенском, один из новых одноклассников Билла, узнаёт, что город страдал от необъяснимых трагедий и исчезновений детей на протяжении веков. Бен, преследуемый бандой Бауэрса, бежит в Пустошь и встречает группу Билла. Они находят кроссовки пропавшей девушки Бетти Рипсом. В это время член банды Бауэрса Патрик Хокстеттер спускается в канализацию в поисках Бена, где его убивает Пеннивайз.
Беверли Марш, девушка, над которой издеваются из-за слухов о её распущенности, также присоединяется к группе; и Бен, и Билл влюбляются в неё. Позже группа подружилась с сиротой Майком Хенлоном после того, как защитила его от Бауэрса. Каждый член группы сталкивался с ужасающими проявлениями страшного клоуна, который напал на Джорджи: безголовый мальчик-нежить; раковина, извергающая кровь, которую могут видеть только дети; больной и гниющий прокажённый; ожившая страшная картина; родители Майка сгорают заживо и пугающий призрак Джорджи. Теперь, называя себя «Клубом неудачников», они понимают, что их всех преследует одна и та же сущность, которую дети называют «Оно». Группа определяет, что Оно принимает облик того, чего они боятся больше всего, пробуждаясь каждые 27 лет, чтобы питаться детьми Дерри, прежде чем вернуться в спячку. Оно перемещается, используя канализационные трубы, которые ведут к старому каменному колодцу, хорошо спрятанному под заброшенным домом. После очередного нападения Пеннивайза, группа рискнула отправиться в дом, чтобы противостоять ему, но в результате ребята разделяются и Оно терроризирует каждого поодиночке. Когда Пеннивайз злорадствует о смерти Джорджи, ребята перегруппировываются, а Беверли пронзает голову Пеннивайза, заставляя клоуна отступить. Группа покидает дом, и в ней начинается раскол — только Билл и Беверли настроены сражаться с Оно.
Несколько недель спустя после того, как Беверли даёт отпор сексуальным домогательствам отца, её похищает Пеннивайз. Клуб неудачников собирается и снова отправляется в заброшенный дом, чтобы спасти Беверли. Бауэрс, который убил своего жестокого отца после того, как Оно овладело им, нападает на группу; Майк сопротивляется и толкает Бауэрса в колодец. Клуб неудачников спускается в канализацию и обнаруживает, что это подземное логово, в котором находится гора сгнившего циркового реквизита и детских вещей, вокруг которых в воздухе плавают тела жертв-детей. Беверли находится в кататоническом состоянии после воздействия мёртвых огней внутри открытого рта Оно, но приходит в сознание, когда Бен целует её. Билл встречает Джорджи, но понимает, что это перевоплотившийся Оно. Клоун берёт Билла в заложники, предлагая пощадить остальных и обещает уйти в спячку, если они позволят ему съесть Билла. Проигравшие отвергают предложение и сражаются с Оно, преодолевая свои страхи. В конце концов Пеннивайза побеждают, заставляя его отступить и уйти вглубь канализации. Билл говорит, что во время зимней спячки тот будет голодать. Только найдя остатки плаща Джорджи, Билл, наконец, смиряется со смертью своего брата, его утешают друзья.
Когда лето заканчивается, Беверли рассказывает группе о своём видении, когда она была в кататоническом состоянии: они уже взрослыми снова сражались с Оно. Неудачники клянутся на крови, что вернутся в Дерри, если Оно вернётся. После того, как все прощаются и расходятся, Беверли и Билл обсуждают её отъезд на следующий день к тёте в Портленд. Прежде чем Беверли уходит, Билл рассказывает о своих чувствах, и они целуются.

## В ролях
- Джейден Мартелл — Билл Денбро
- Джереми Рэй Тейлор — Бен Хенском
- София Лиллис — Беверли Марш
- Финн Вулфхард — Ричи Тозиер
- Чоузен Джейкобс — Майк Хенлон
- Джек Дилан Грейзер — Эдди Каспбрак
- Уайатт Олефф — Стэнли Урис
- Билл Скарсгард — Оно / Пеннивайз
- Николас Хэмилтон — Генри Бауэрс
- Джейк Сим — Реджинальд «Рыгало» Хаггинс
- Логан Томпсон — Виктор Крисс
- Оуэн Тиг — Патрик Хокстеттер
- Джексон Роберт Скотт — Джорджи Денбро
- Стивен Богерт — Элвин Марш
- Стюарт Хьюз[англ.] — Оскар «Бутч» Бауэрс
- Джеффри Пунсетт — Зак Денбро
- Пип Дуайер — Шэрон Денбро
- Стивен Уильямс — Лерой Хэнлон
- Меган Шарпантье — Грета Кин
- Ари Коэн[англ.] — Раввин Урис
- Хавьер Ботет — прокажённый
- Тейтум Ли — Джудит

## Производство
Съёмки фильма продолжались с 27 июня по 6 сентября 2016 года.

Ремейк Энди Мускетти «Оно» (на самом деле это лишь Часть I — «Клуб Неудачников») превзошёл все мои ожидания. Расслабьтесь. Подождите. И наслаждайтесь.— Стивен Кинг
Как стало известно из видео о создании образа Пеннивайза, боялись его не только зрители, но и актёры. Ролик со съёмок «Оно» показывает, что создатели долгое время держали образ клоуна в секрете от детей. Сделано это было для того, чтобы первая встреча «Клуба неудачников» с монстром была максимально живой и реалистичной.

### Вдохновение
Одна из ипостасей Оно — сошедшая с картины страшная женщина, названная в титрах Джудит (Judith), — отсутствует в книге. Этот образ вдохновлён творчеством итальянского художника Амедео Модильяни (1884—1920). Репродукция одной из его картин висела в доме матери Энди и Барбары Мускетти и пугала будущего режиссёра в детстве. Влияние творчества Модильяни очевидно и в образе заглавного существа из предыдущего фильма Мускетти — «Мама» (2013).

### Хронометраж
Театральная версия фильма длится 2 часа 15 минут. Домашнее видеоиздание получило «дополнительные 15 минут для поклонников хардкора», включая «очень забавную» расширенную версию сцены на карьере.

### Маркетинг
29 марта 2017 года вышел первый тизер-трейлер — в первой сцене Билл Денбро собирает бумажный кораблик для своего брата Джорджи. Джорджи бежит за этим корабликом, плывущим по мостовой во время сильного дождя. Кораблик падает в отверстие водостока. Мальчик пытается найти его в темноте, но внезапно выскакивает Пеннивайз. После этого экран темнеет. Далее показаны все участники «Клуба неудачников» в тот момент, когда они понимают, что видели одну и ту же сущность. Один из них произносит слово «клоун». Затем кто-то из «Клуба» смотрит слайды на диапроекторе. На них он видит Джорджи и его родителей. Слайды начинают перелистываться быстрее сами по себе, кадры переходят от Джорджи к его матери, её лицо скрыто волосами. Камера приближается к изображению, и чем она ближе, тем больше волос отлетает от её лица. В итоге оказывается, что за волосами скрыто лицо Пеннивайза. В конце видео Билл спускается в затопленный подвал, в котором призрак Джорджи кричит: «Мы все здесь летаем внизу!». Когда герой спускается, из воды появляется Пеннивайз и сразу же бежит к Биллу.
15 мая 2017 года вышел второй тизер-трейлер. 2 июня 2017 года вышел третий тизер-трейлер.

## Музыка
23 марта 2017 года Бенджамин Уоллфиш был объявлен как композитор «Оно». Альбом саундтрека был выпущен в августе 2017 года. Слова и музыка всех песен написана Бенджамином Уоллфишем.

## Удалённые и расширенные сцены
Для смягчения рейтинга некоторые сцены пришлось удалить или сократить:
- Диалог Стэна и его отца в синагоге был длиннее.
- За ужином Билл предлагает родителям съездить в Арканию всей семьёй, на что мать Билла перестаёт мыть посуду и уходит из кухни. В это место хотел поехать и Джорджи.
- После того, как Билл увидел Пеннивайза в подвале, он рассказывает отцу, что видел Джорджи, на что отец приказывает ему идти спать.
- В доме Генри подвергается унижениям со стороны отца, затем выходит на крыльцо в подавленном состоянии и садится в машину к Рыгало Хаггинсу, где они обсуждают пропажу Патрика Хокстеттера. Затем они видят едущего на велосипеде Майка и следуют за ним.
- Происходит диалог между оставшейся частью «неудачников» у Нейбл-стрит, когда Билл, Ричи и Эдди заходят внутрь.
- Сцена, где Стэн срывает речь в синагоге, рассказывая о Пеннивайзе, после чего Ричи встаёт и начинает аплодировать.
- Диалог в аптеке между Эдди и Гретой был длиннее, также в кадре появляется режиссёр в качестве камео.
- Прямо перед тем, как ребята входят в логово Пеннивайза, Генри наблюдает за ними из машины. На заднем сиденье видны мёртвые тела его друзей.
- Когда ребята спускаются в коллекторы, они находят рацию Джорджи.
- Альтернативная концовка: после поцелуя с Беверли показано, как Билл собирается в летний отпуск со своими родителями, мать Билла наконец принимает смерть своего младшего сына и улыбается Биллу. После того как их машина скрывается за горизонтом, на асфальте появляются несколько капель дождя, что намекает на продолжение фильма.

## Релиз

### Сборы
Ранее были опубликованы прогнозы кассовых сборов, в которых говорилось, что в течение дебютных выходных «Оно», вероятно, соберёт порядка $50 млн на территории США. Это уже было бы большой победой для ленты и студии Warner Bros., поскольку эта сумма позволила бы окупить бюджет проекта, который составляет $35—40 млн. Позже TheWrap сообщила, что кассовые сборы будут ещё выше. Фильму предрекали $60 млн за первые три дня в США. Это позволило бы ленте стать самым кассовым фильмом ужасов в сентябре за всю историю. Согласно специалистам, чтобы окупить затраты на производство и рекламу, Warner Bros. и New Line Cinema требовалось собрать порядка $80 млн. Судя по прогнозам, картине удалось бы это сделать за первые выходные, чему также поспособствовал бы международный прокат.
В итоге за первые выходные фильм собрал в США $123,4 млн, установив рекорд для фильмов ужасов в американском прокате.
«Оно» поставил новый рекорд — $700,4 млн, став самым кассовым фильмом ужасов в истории кино, обогнав фильмы «Изгоняющий дьявола» ($441,3 млн) и «Шестое чувство» ($672,8 млн).

### Критика
Фильм получил в целом положительные отзывы в прессе. По данным агрегатора рецензий Metacritic, лента получила среднюю оценку 69/100, по данным Rotten Tomatoes — 85 % положительных рецензий и среднюю оценку 7,3/10.
По мнению большинства критиков, Энди Мускетти и студии удалось сделать действительно страшный фильм, не лишённый при этом юмора. Многие авторы положительно отмечали игру Билла Скарсгарда в роли клоуна Пеннивайза. Положительно отметили и игру детей-актёров. Rotten Tomatoes суммирует мнения критиков так: «Прекрасная актёрская игра, безумные ужасы и эмоционально трогательный сюжет в основе позволяют „Оно“ сделать классическую историю Стивена Кинга ещё страшнее, не теряя при этом её души».
Ричард Роупер из Chicago Sun-Times высоко оценил игру Скарсгарда, написав: «Пеннивайз Скарсгарда появляется очень редко, и это мудрый выбор. Безусловно, это сильная игра, и клоун является достойным преемником всех великих страшных клоунов в истории кино».
В российской прессе фильм был встречен ещё более одобрительно. По данным агрегатора «Критиканство», он получил среднюю оценку 83/100 и ни одной резко отрицательной рецензии. По итогам года журналы «Афиша» и «Мир фантастики» назвали его лучшим фильмом ужасов 2017 года.

### Реакция клоунов
Издательство MEL Magazine взяли интервью у некоторых профессиональных клоунов, чтобы выяснить их мнение на этот счёт. Клоуны оказались не в восторге от столь нашумевшего фильма.
Это губит наш бизнес. Мы только отошли от мема про страшных клоунов в прошлом октябре, всё только начало приходить в норму, и тут выходит трейлер «Оно» и всё начинается сначала. — Ник Кейн (Мистер Ник)
Для клоунов всё будет очень плохо. Эта профессия умирает. И тем людям, которые этим всё-таки занимаются на профессиональной основе, приходится мириться с фактом, что сейчас считается модным не любить клоунов. Самое обидное, что всё это отпугивает молодых зрителей от формы искусства, которая в любом случае трогательнее и интереснее Ким Кардашьян и Minecraft — Гилфорд Адамс (клоун Джилли)
В сентябре 2017 года артисты петербургского театра «Комик-трест» провели ряд одиночных пикетов у здания Законодательного собрания города и у кинотеатра «Аврора», где проходила премьера.

18 сентября 2017 года режиссёр Энди Мускетти объяснил, что клоуны на самом деле получают выгоду от рекламы фильма.
Я в курсе этого. Да, у меня есть клоун, который беспокоит меня — но он, конечно, не мучает меня этим. Послушайте, он хороший парень, но он спрашивал меня: «Зачем мне это делать?» Я был очень вежлив и сказал: «Ну, дети боятся клоунов». Я думаю, что клоуны получают выгоду от рекламы проекта. Ужасный клоун возвращается, но вы знаете, что есть страшные клоуны, а есть хорошие клоуны. Поэтому они должны подумать о том, каким клоуном они должны быть, не так ли? Я имею в виду, если они пугают детей, то они пугают детей, потому что они страшные.
Как пояснил Мускетти, дети обычно боятся клоунов независимо от того, выглядят они страшно или нет. С другой стороны, и клоуны, и родители должны иметь в виду, что Пеннивайз — не просто клоун-убийца, это, по сути, монстр, изменяющий форму.
22 сентября 2017 года российская сеть закусочных «Бургер Кинг» подала жалобу на фильм «Оно». Причиной стало то, что клоун Пеннивайз, главный злодей, очень похож на клоуна Рональда Макдональда, символа McDonald’s. Это, по их мнению, является рекламой конкурента. Федеральная антимонопольная служба и сотрудники Burger King подтвердили заявку от компании. Несмотря на это, развёрнутых комментариев никто не дал.

### Видеоиздания
Лента вышла на DVD и Blu-ray 9 января 2018 года; в формате Digital HD на сервисах Amazon Video и iTunes Store доступна с 19 декабря 2017 года. На диске были представлены дополнительные материалы в четырёх частях, общей длительностью около часа:
- «Автор страха» (Author of Fear), рассказ Стивена Кинга об истории создания романа;
- «Пеннивайз жив!» (Pennywise Lives!), рассказ Билла Скарсгарда о работе над ролью Танцующего клоуна;
- «Клуб неудачников» (The Losers’ Club), рассказ детей-актёров о съёмках в фильме;
- «Вырезанные сцены» (Deleted Scenes), одиннадцать сцен, не вошедших в окончательную версию фильма.

## Награды
| Награда                                       | Дата церемонии  | Категория                                           | Номинант                                               | Результат |
| --------------------------------------------- | --------------- | --------------------------------------------------- | ------------------------------------------------------ | --------- |
| Golden Trailer Awards                         | 6 июня 2017     | Лучший фильм ужасов                                 | «Оно»                                                  | Победа    |
| Washington D.C. Area Film Critics Association | 8 декабря 2017  | Лучший актёрский состав                             | «Оно»                                                  | Номинация |
| Washington D.C. Area Film Critics Association | 8 декабря 2017  | Лучший молодой актёр                                | София Лиллис                                           | Номинация |
| St. Louis Film Critics Association            | 11 декабря 2017 | Лучший адаптированный сценарий                      | Чейз Палмер, Кари Фукунага, Гари Доберман, Стивен Кинг | Номинация |
| Houston Film Critics Society                  | 6 января 2018   | Лучший плакат                                       | «Оно»                                                  | Номинация |
| Critics' Choice Movie Awards                  | 11 января 2018  | Лучший научно-фантастический фильм или фильм ужасов | «Оно»                                                  | Номинация |
| Saturn Awards                                 | Июнь 2018       | Лучший фильм ужасов                                 | «Оно»                                                  | Номинация |
| Saturn Awards                                 | Июнь 2018       | Лучший актёр второго плана                          | Билл Скарсгард                                         | Номинация |
| Saturn Awards                                 | Июнь 2018       | Лучший молодой актёр                                | София Лиллис                                           | Номинация |

## Продолжение и приквел
26 сентября 2017 года Warner Bros. официально объявили, что вторая глава «Оно» выйдет в прокат 6 сентября 2019 года.
В интервью Variety постановщик Энди Мускетти сообщил, что решил сделать перерыв в работе над второй картиной, чтобы посмотреть на реакцию публики, так как, по его словам, хотел оставаться верным духу первоисточника и был взволнован тем, что новая версия «Оно» содержит больше крови, чем телевизионный фильм 1990 года от ABC.

Режиссёр рассказал, что вторая часть перенесёт действие на 27 лет вперёд, и назвал примерную дату начала съёмок.
Скорее всего, мы снимем сиквел. По планам, у нас будет сценарий второй части в январе. В идеальном случае мы начнём подготовку к съёмкам в марте 2018 года. Первая часть касается только детей. Вторая же рассказывает об этих персонажах 30 лет спустя. В фильме будут флэшбеки с воспоминаниями о 1989 годе, когда они были детьми.
Съёмочный процесс сиквела «Оно» начался 19 июня 2018 года и завершился в ноябре этого же года
17 сентября 2017 года актёр Билл Скарсгард, который исполнил роль танцующего клоуна Пеннивайза, рассказал, что студия отсняла с ним сцену, которая разворачивалась в прошлом. Как сообщил Скарсгард, в одной из ранних версий фильма присутствовал момент с флешбэком в 1600-х годах. Тогда ещё в городе Дерри не было Пеннивайза. Актёр исполнял роль персонажа не в гриме клоуна. В сценке было показано происхождение Пеннивайза. Суть сцены заключалась в том, чтобы показать существование монстра в недрах Земли на протяжении многих лет. Портал Variety отметил, что в раннем сценарии «Оно», которым занимался Кэри Фукунага, также была подобная сцена. Там Пеннивайз играл на пианино и пожирал детей в 1800-х.
В марте 2022 года в разработку студиями Warner Bros. Television и Double Dream был запущен сериал «Оно: Добро пожаловать в Дерри», история которого развернётся до событий фильма «Оно». Релиз запланирован на 2025 год на телеканале HBO.